# 메이드 인 차이나 (2015년 영화)
"메이드 인 차이나"는 2015년에 개봉한 대한민국의 영화이다.

## 캐스팅
- 한채아 : 미 역
- 박기웅 : 첸 역
- 임화영 : 길림성 역
- 기국서 : 회장 역
- 유재명 : 장사장 역
- 선학 : 건달1 역
- 정태성 : 건달2 역
- 장인섭 : 건달3 역
- 전요한 : 건달4 역
- 조용석 : 경비 역
- 김은주 : 용의 아내 역
- 김윤태 : 남편 역
- 김종훈 : 용 역
- 홍상진 : 밀항자1 역
- 정재윤 : 밀항자2 역
- 우용희 : 밀항자3 역
- 박재운 : 밀항자4 역
- 나철 : 초병1 역
- 김진홍 : 초병2 역
- 강동화 : 마트여자1 역
- 이지현 : 마트여자2 역
- 곽민지 : 마트아이 역
- 조국희 : 판매원 역
- 강혜경 : 아가씨1 역
- 황보민경 : 아가씨2 역
- 최윤 : 아가씨3 역
- 권민정 : 아가씨4 역
- 정효인 : 아가씨5 역
- 박노식 : 여권브로커 역
- 신재환 : 브로커 역
- 장래군 : 브로커 역
- 장은영 : 앵커 역